# Liste der denkmalgeschützten Objekte in Eberstein (Kärnten)
Die Liste der denkmalgeschützten Objekte in Eberstein enthält die 14 denkmalgeschützten, unbeweglichen Objekte der Kärntner Gemeinde Eberstein.

## Denkmäler
| Foto |                 | Denkmal                                                                              | Standort                                                | Beschreibung | Metadaten |
| ---- | --------------- | ------------------------------------------------------------------------------------ | ------------------------------------------------------- | --- | --- |
| ja   | Datei hochladen | Kath. Pfarrkirche Herz Jesu HERIS-ID: 53553 Objekt-ID: 61541                         | Kirchplatz 1 Standort KG: Eberstein                     | Die Kirche ist ein 1971/72 nach Plänen von Eberhard Klaura errichteter zeltartiger Betonbau über polygonalem Grundriss. Über dem Eingang steht ein vorgestellter Glockenturm. Der Innenraum mit offener Dachstuhlkonstruktion wird durch ein umlaufendes Fensterband entlang der Traufe belichtet. Über dem Altar hängt ein großes um 1730 geschnitztes Kruzifix aus Völkermarkt. | BDA-Hist.: Q38057550 Status: § 2a Stand der BDA-Liste: 2025-06-30 Name: Kath. Pfarrkirche Herz Jesu GstNr.: 117/1 Pfarrkirche Eberstein                                       |
| ja   | Datei hochladen | Schloss Eberstein mit Burgkapelle HERIS-ID: 35447 Objekt-ID: 34207                   | Schloßberg 1 Standort KG: Eberstein                     | Das Schloss stammt im Kern von einer mittelalterlichen Burg, die neogotischen Fassaden gehen auf einen Umbau in der Mitte des 19. Jahrhunderts zurück. Einige Räume weisen bemerkenswerte Kassettendecken und Wandvertäfelungen auf. In der Burgkapelle, einem gotischen Bau, der lange als Pfarrkirche diente, wurden Fresken freigelegt. | BDA-Hist.: Q1302059 Status: Bescheid Stand der BDA-Liste: 2025-06-30 Name: Schloss Eberstein mit Burgkapelle GstNr.: .10, 181/1, 182, 183 Schloss Eberstein (Carinthia)       |
| ja   | Datei hochladen | Nepomukbrücke, Steingewölbebrücke mit Nepomukstatue HERIS-ID: 57664 Objekt-ID: 67915 | Standort KG: Eberstein                                  | Auf der Steinbogenbrücke von der Mitte des 18. Jahrhunderts steht eine mit 1749 bezeichnete Nepomukstatue. | BDA-Hist.: Q38077752 Status: § 2a Stand der BDA-Liste: 2025-06-30 Name: Nepomukbrücke, Steingewölbebrücke mit Nepomukstatue GstNr.: 427/1, 415, 417/1 Nepomukbrücke Eberstein |
| ja   | Datei hochladen | Tisäckermühlbachbrücke HERIS-ID: 87706 Objekt-ID: 102132                             | Standort KG: Eberstein                                  | Die Tisäckerbachbrücke ist eine Steingewölbebrücke aus dem 18. Jahrhundert. | BDA-Hist.: Q37721119 Status: § 2a Stand der BDA-Liste: 2025-06-30 Name: Tisäckermühlbachbrücke GstNr.: 428 Tisäckerbachbrücke                                                 |
| ja   | Datei hochladen | Ehem. Galgen HERIS-ID: 87711 Objekt-ID: 102137                                       | Standort KG: Gutschen                                   | Der Galgen besteht aus zwei rechteckigen, etwa 4 Meter hohen Säulen und stammt aus dem Mittelalter. | BDA-Hist.: Q37721140 Status: § 2a Stand der BDA-Liste: 2025-06-30 Name: Ehem. Galgen GstNr.: 104/2 Galgen in Eberstein                                                        |
| ja   | Datei hochladen | Gasthof Leikam HERIS-ID: 35448 Objekt-ID: 34208                                      | bei Hochfeistritz 28 Standort KG: Hochfeistritz         | Der Gasthof Leikam ist in die nördliche Wehrmauer der Wallfahrtskirche eingebunden und grenzt unmittelbar an den Torturm. Der zweigeschoßige Bau mit Walmdach stammt im Kern aus dem 18. Jahrhundert und besitzt im Erdgeschoß ein Tonnengewölbe mit Stichkappen. Ein Raum ist mit einer hölzernen Tramdecke ausgestattet. | BDA-Hist.: Q37964291 Status: Bescheid Stand der BDA-Liste: 2025-06-30 Name: Gasthof Leikam GstNr.: .32/2 Gasthof Leikam, Hochfeistritz                                        |
| ja   | Datei hochladen | Wallfahrtskirche Unsere Liebe Frau mit Kirchhof HERIS-ID: 53883 Objekt-ID: 61961     | Hochfeistritz Standort KG: Hochfeistritz                | Die Kirche ist ein einheitlicher spätgotischer Bau, und enthält Wandmalereien (monumentaler Christuszyklus) aus dem 15. Jahrhundert, einen prunkvollen barocken Hochaltar, und spätgotische Schnitzfiguren. Ein ehemaliger Wehrturm des Kirchhofs wurde zu einer Kapelle umgebaut. | BDA-Hist.: Q1755558 Status: § 2a Stand der BDA-Liste: 2025-06-30 Name: Wallfahrtskirche Unsere Liebe Frau mit Kirchhof GstNr.: .33 Wallfahrtskirche von Hochfeistritz         |
| ja   | Datei hochladen | Kath. Filialkirche St. Andrä HERIS-ID: 54312 Objekt-ID: 62526                        | Mirnig Standort KG: Mirnig                              | Die Kirche ist ein spätgotischer Bau. Sie enthält barocke Altäre und eine bemalte Empore. Bemerkenswert sind auch die gemalte Kassettendecke der offenen Vorhalle, sowie spätgotische eisenbeschlagene Türen am Westeingang und an der Sakristei. | BDA-Hist.: Q1412942 Status: § 2a Stand der BDA-Liste: 2025-06-30 Name: Kath. Filialkirche St. Andrä GstNr.: .18 Filialkirche St. Andrä, Mirnig                                |
| ja   | Datei hochladen | Bauernhof, Lobnig-Hof HERIS-ID: 41390 Objekt-ID: 41873                               | Rüggen 5 Standort KG: Rüggen                            | Das Wirtschaftsgebäude ist eine Stallscheune aus dem 18. Jahrhundert mit gemauertem Stallgeschoß und Obergeschoß in Blockbauweise mit charakteristischer brückenartiger Hocheinfahrt. Schäden am Dach werden seit Jahren nicht behoben, so dass das Gebäude nun in Verfall begriffen ist. | BDA-Hist.: Q38000144 Status: Bescheid Stand der BDA-Liste: 2025-06-30 Name: Bauernhof, Lobnig-Hof GstNr.: .11 Lobnighof, Eberstein                                            |
| ja   | Datei hochladen | Ehem. Volksschule HERIS-ID: 54771 Objekt-ID: 63166                                   | St. Oswald 15 Standort KG: St. Oswald                   | Die ehemalige Volksschule ist ein 1893 von Michael Wank errichteter Holzbau über Mauersockel. Der Schulbetrieb dauerte von 1895 bis 1985. Sie dient aktuell als Volksliedhaus. | BDA-Hist.: Q38062358 Status: § 2a Stand der BDA-Liste: 2025-06-30 Name: Ehem. Volksschule GstNr.: .54 Volksliedhaus, Sankt Oswald/Eberstein                                   |
| ja   | Datei hochladen | Kath. Pfarrkirche hl. Oswald mit Friedhof HERIS-ID: 54772 Objekt-ID: 63167           | St. Oswald Standort KG: St. Oswald                      | Die einschiffige Kirche mit spätgotischem kreuzgratgewölbten Chor hat drei Altäre von etwa 1670, zum Teil mit gotischer Figurenausstattung. | BDA-Hist.: Q1120591 Status: § 2a Stand der BDA-Liste: 2025-06-30 Name: Kath. Pfarrkirche hl. Oswald mit Friedhof GstNr.: .19, 194/1 St. Oswald in Eberstein                   |
| ja   | Datei hochladen | Pfarrhof HERIS-ID: 55243 Objekt-ID: 63821                                            | Sankt Walburgen 3 Standort KG: St. Walburgen            | | BDA-Hist.: Q38064264 Status: § 2a Stand der BDA-Liste: 2025-06-30 Name: Pfarrhof GstNr.: .35/1 Pfarrhof St. Walburgen                                                         |
| ja   | Datei hochladen | Kath. Pfarrkirche hl. Walpurga mit Friedhof HERIS-ID: 54927 Objekt-ID: 63364         | gegenüber Sankt Walburgen 52 Standort KG: St. Walburgen | Die Kirche ist ein im Kern romanischer Bau, der Anfang des 16. Jahrhunderts spätgotisch aufwendig erneuert wurde: Sternrippengewölbe mit bemerkenswerten Architekturdekors. Sie enthält drei barocke Altäre, eine Kanzel vom Ende des 18. Jahrhunderts, und im Chor einige alte Grabplatten. | BDA-Hist.: Q2083221 Status: § 2a Stand der BDA-Liste: 2025-06-30 Name: Kath. Pfarrkirche hl. Walpurga mit Friedhof GstNr.: .34 Pfarrkirche Heilige Walburga, Eberstein        |
| ja   | Datei hochladen | Bildstock, Kernmaier-Kreuz HERIS-ID: 87713 Objekt-ID: 102139                         | bei Sankt Walburgen 56 Standort KG: St. Walburgen       | Das Kernmayer-Kreuz ist ein gotischer Nischenbildstock mit Steinplattlhelm, der 1973 an die jetzige Stelle versetzt wurde. Die Fresken in der westlichen Nische entstanden um 1425/1430 und werden Johannes von Laibach zugeschrieben. Dargestellt ist eine Kreuzigungsgruppe flankiert von den Heiligen Paulus, Barbara, Katharina und Petrus. Über der Kreuzigung befindet sich eine Vera icon Darstellung. Von den Malereien der Seitenflächen des Bildstocks sind nur mehr geringe Reste (heiliger Christophorus) erhalten. In der rückwärtigen Nische ist eine stark erneuerte barocke Darstellung der heiligen Dreifaltigkeit mit Heiligen zu sehen. | BDA-Hist.: Q37721177 Status: § 2a Stand der BDA-Liste: 2025-06-30 Name: Bildstock, Kernmaier-Kreuz GstNr.: 571 Kernmaier-Kreuz, Sankt Walburgen/Eberstein                     |